# Kościuszko-Aufstand
Racławice •
Warschauer Erhebung •
Wilnaer Erhebung •
Niemenczyn •
Polany •
Lipniszki •
Szczekociny •
Chełm •
Soły •
Kurlander Erhebung •
Gołków •
Raszyn •
Kolno •
Błonie •
Warschau (1) •
Sałaty •
Słonim •
Lubań •
Krupczyce •
Terespol •
Großpolnische Erhebung •
Łabiszyn •
Bydgoszcz •
Maciejowice •
Kobyłka •
Praga •
Warschau (2)
Der Kościuszko-Aufstand (polnisch Insurekcja kościuszkowska) war eine gegen die Teilungen Polens gerichtete militärische Erhebung polnischer Patrioten unter der Führung von General Tadeusz Kościuszko im Jahr 1794.

## Vorgeschichte
Nach der Ersten Teilung Polens 1772 zwischen Preußen, Russland und Österreich sowie der Zweiten Teilung 1793 zwischen Preußen und Russland war Polen ein Restgebiet von rund 230.000 km² und etwa 4,4 Millionen Einwohnern verblieben. Die Regierung war überdies von den Nachbarmächten gezwungen worden, eine Reduktion der Truppe auf 15.000 Mann durchzuführen, was in der Armee zu großer Unzufriedenheit führte. Als sich die Brigade des Generals Antoni Madaliński am 12. März 1794 in Ostrołęka der Auflösung widersetzte und nach Krakau marschierte, war dies das Signal zum Aufstand. Eine Gruppe von polnischen Patrioten hatte ihn von Sachsen aus vorbereitet. Die Hoffnung, Hilfe vom revolutionären Frankreich zu bekommen, ging jedoch nicht in Erfüllung.

## Verlauf
Am 24. März verkündete der rasch nach Krakau geeilte Tadeusz Kościuszko auf dem Marktplatz den Aufstand, nicht mehr in einer Adelskonföderation (wie etwa in der Konföderation von Bar 1768), sondern als Volkserhebung. Kościuszko, der erfolgreich am Amerikanischen Unabhängigkeitskrieg teilgenommen hatte, proklamierte sich selbst zum „Diktator“, bis er die Gewalt einem frei gewählten Sejm übergeben könne. Er erließ darüber hinaus auch den „Akt zur Festigung der Freiheit und der Unabhängigkeit der Rzeczpospolita“. Sein Plan sah die Einbeziehung der Bauern in den Kampf vor, womit er imstande war, eine weitaus größere Armee aufzustellen.
Mit den wenigen regulären Truppen und einem Kontingent rasch aufgebotener Bauern, die mit umgeschmiedeten Sensen bewaffnet wurden, erzwang er am 4. April bei Racławice einen Sieg über eine russische Abteilung, aber der Durchbruch nach Warschau gelang nicht. Beim Aufstand in Warschau am 17./18. April wurden die dortige russische Garnison vernichtet und mehr als 4.000 russische Soldaten und Zivilisten getötet. Doch ab Juni drängten russische und preußische Truppen den Aufstand in die Defensive, und nach Kościuszkos Niederlage am 6. Juni in der Schlacht bei Szczekociny wurde Krakau von preußischen Truppen besetzt. Streitigkeiten unter den verbündeten Preußen und Russen ermöglichten Kościuszko zwar eine erfolgreiche Verteidigung des Mitte Juli belagerten Warschau, von dem die Preußen sogar abzogen, aber in der gleichen Zeit ging Wilna verloren, und mit dem Anmarsch einer weiteren russischen Armee unter Suworow gerieten die Aufständischen in eine hoffnungslose Lage. Am 10. Oktober wurde Kościuszko in der Schlacht bei Maciejowice südöstlich von Warschau geschlagen und gefangen genommen. 
Am 4. November nahm Suworow den Warschauer Vorort Praga am rechten Weichselufer ein. Er erlaubte seinen Kosaken, nicht nur alle Kriegsgefangenen und Verletzten zu ermorden, sondern auch die polnische Zivilbevölkerung. So wurden an einem Tag mindestens 20.000 Einwohner und Verteidiger von Praga ermordet.
Ein polnisches Korps unter General Jan Henryk Dąbrowski, das am 2. Oktober in der Schlacht bei Bromberg gesiegt und seitdem die 1772 von Preußen annektierte Stadt Bromberg besetzt gehalten hatte, war damit ebenfalls zur Aufgabe gezwungen und zog sich nach Zentralpolen zurück.

## Folgen
Der vernichtenden Niederlage des Aufstandes folgte die Dritte Teilung Polens 1795 und damit das staatsrechtliche Ende der Republik (Rzeczpospolita). Die Verluste waren groß. Mehrere Tausend Aufständische wurden im Kampf getötet, Tausende andere wurden nach Sibirien verbannt. Auch die polnische Kultur litt enorm, da Russland zahlreiche Kulturgüter raubte. Bereits im Dezember 1794 begann Suworow auf Befehl Katharinas der Großen die Sammlungen der ersten und größten öffentlichen Bibliothek Europas, der Mitte des Jahrhunderts gegründeten Bibliothek der Załuskis, zu stehlen. Insgesamt 400.000 unbezahlbare Werke machten sich auf den Weg nach Petersburg, wo sie das Fundament der Kaiserlichen Bibliothek bildeten (heute: Bibliothek der Staatlichen Universität Sankt-Petersburg). Nach dem Frieden von Riga 1921 kehrten nur 43.000 dieser Werke nach Polen zurück.